# Elezioni presidenziali nella Repubblica del Congo del 2002
Le elezioni presidenziali nella Repubblica del Congo del 2002 si tennero il 10 marzo.

## Risultati
| Candidati                     | Partiti                                      | Voti      | %     |
| ----------------------------- | -------------------------------------------- | --------- | ----- |
| Denis Sassou Nguesso          | Partito Congolese del Lavoro                 | 1 075 247 | 89,41 |
| Joseph Kignoumbi Kia Mboungou | Unione Panafricana per la Democrazia Sociale | 33 154    | 2,76  |
| Angèle Bandou                 | Indipendente                                 | 27 849    | 2,32  |
| Jean-Félix Demba Tello        | Indipendente                                 | 20 252    | 1,68  |
| Luc Adamo Matela              | Indipendente                                 | 19 074    | 1,59  |
| Come Mankcasse                | Indipendente                                 | 15 054    | 1,25  |
| Bonaventure Mizidy            | Indipendente                                 | 11 981    | 1,00  |
| Totale                        | Totale                                       | 1 202 611 | 100   |